# Кон Доккви
Кон Доккви (кор. 공덕귀; 21 апреля 1911, Тхонъён, провинции Кёнсан-Намдо, Южная Корея — 24 ноября 1997, там же) — корейский политический, общественный и религиозный деятель,педагог, социальный работник, богослов, активистка оппозиции. Первая леди Республики Корея (13 августа 1960-23 марта 1962), супруга Президента Кореи Юн Бо Сона.

## Биография

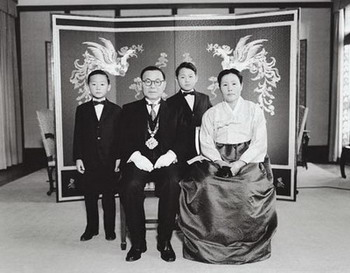
Кон Доккви с мужем Юн Бо Соном и двумя сыновьями

Являлась потомком в 79 поколении Конфуция. Дочь военного Корейской империи.
Окончила среднюю школу для девочек. После окончания Иокогамской женской теологической семинарии в Японии в 1940 году, была назначена пастором евангелистской церкви в Кимчхоне. После этого была проповедником и преподавателем богословия на кафедре женского богословия Теологической семинарии Чосон (предшественницы Университета Ханшин). Получив стипендию, готовилась отправиться на учёбу в Принстонский университет (США).
Была незамужем до 38 лет. 6 января 1949 года вышла замуж за мэра города Сеул, будущего Президента Кореи Юн Бо Сона. Во время Корейской войны (1950—1953) бежала из столицы со своей семьей.
Как супруга Президента Республики Корея, всегда производила на людей приятное впечатление своим элегантным внешним видом. Свободно говорила на английском, японском, французском языках, латыни и иврите, брала интервью у иностранных гостей и видных деятелей от имени своего мужа, принимала участие в официальных приемах президента. Участвовала в проектах по оказанию помощи сиротам войны.
После ухода в отставку с поста президента Юн Бо Сона в связи с военным переворотом 16 мая 1961 года, участвовала в движениях против диктатуры и военного режима Пак Чон Хи и боролась с режимом, как теолог, религиозный деятель и женская активистка. В 1969 году служила президентом церкви Андонг в Сеуле. В 1972 году была избрана президентом Сеульской федерации союза женщин-евангелистов пресвитерианской церкви Кореи.